# Reinhold Hölscher
Reinhold Hölscher (* 1954) ist ein deutscher Wirtschaftswissenschaftler.

## Leben
Von 1978 bis 1983 studierte Hölscher Betriebswirtschaftslehre an der Universität Münster. Von 1983 bis 1990 war er Assistent am Institut für Kreditwesen der Universität Münster. Von 1990 bis 1994 war er Assistent am Institut für Betriebswirtschaftslehre der Universität Basel. Nach der Promotion 1987 zum Dr. rer. pol. und der Habilitation 1993 war Hölscher von 1994 bis 2022 Inhaber des Lehrstuhls für Finanzdienstleistungen und Finanzmanagement am Fachbereich Wirtschaftswissenschaften der TU Kaiserslautern.
Seine Forschungsschwerpunkte sind industrielles Risiko- und Versicherungsmanagement, betriebswirtschaftliche Probleme der Lebensversicherung, marktzinsorientierte Bewertung von Zahlungsströmen, Investitionsrechnung und Investitionscontrolling und BankAssurance: Zusammenarbeit von Banken und Versicherungsunternehmen.

## Publikationen
- Risikokosten-Management in Kreditinstituten. Ein integratives Modell zur Messung und ertragsorientierten Steuerung der bankbetrieblichen Erfolgsrisiken (= Dissertation), Frankfurt am Main 1987, ISBN 3-7819-0384-2.
- Marktzinsorientierte Ergebnisrechnung in der Lebensversicherung, Stuttgart 1994, ISBN 3-7910-0793-9.
- mit Henner Schierenbeck: BankAssurance. Institutionelle Grundlagen der Bank- und Versicherungsbetriebslehre, 4. Aufl., Schäffer-Poeschel, Stuttgart 1998, ISBN 978-3-79101252-0.
- mit Christian Kalhöfer: Mathematische Grundlagen, Finanzmathematik und Statistik für Bankkaufleute, 2. Aufl., Wiesbaden 2001, ISBN 978-3-87151044-1.
- mit Ralph Elfgen (Hrsg.): Herausforderung Risikomanagement. Identifikation, Bewertung und Steuerung industrieller Risiken, Gabler, Wiesbaden 2002, ISBN 978-3-322-82373-1.
- Investition, Finanzierung und Steuern, Oldenbourg, München 2010, ISBN 978-3-486-71029-8.
- mit Dagmar Gesmann-Nuissl, Christian Hornbach: Systeme zur Geldwäschebekämpfung in der EU. Rechtsgrundlagen – Aufsichtsstrukturen – Risikomanagement, Erich Schmidt Verlag, Berlin 2011, ISBN 978-3-503-13026-9.
- mit Thomas Altenhain (Hrsg.): Handbuch Aufsichts- und Verwaltungsräte in Kreditinstituten. Rechtlicher Rahmen – Betriebswirtschaftliche Herausforderungen – Best Practices, Erich Schmidt Verlag, Berlin 2013, ISBN 978-3-503-13644-5.
- mit Christian Kalhöfer: Mathematik und Statistik in der Finanzwirtschaft. Grundlagen – Anwendungen – Fallstudien, De Gruyter, Berlin 2015, ISBN 978-3-486-71648-1.
- mit Nils Helms: Investition und Finanzierung, De Gruyter, Berlin 2018, ISBN 978-3-11-034955-9.